# 福島県沖地震 (2021年)
福島県沖地震（ふくしまけんおきじしん）は、2021年（令和3年）2月13日23時7分頃、福島県沖（牡鹿半島の南南東70 km付近）を震源として発生したマグニチュード（Mj）7.3の地震である。
宮城県と福島県で最大震度6強を観測した。また、東日本全域で長周期地震動が長く続いた。

## 概要
2021年2月13日(土)23時7分 (JST)、福島県沖の深さ約55 kmで地震が発生した。この地震は、沈み込む太平洋プレートの内部で発生した地震であり、発震機構（CMT解）は西北西-東南東方向に圧力軸を持つ逆断層型の地震である。東北地方沖を震源とする地震で震度6弱以上を観測したのは、2011年4月7日の宮城県沖の地震以来約10年ぶり、宮城県で震度6弱以上を観測したのは、同じく2011年4月7日の宮城県沖の地震以来、福島県で震度6弱以上を観測したのは、2011年4月12日の福島県中通り地震以来それぞれ約10年ぶりであった。また、日本国内および東北地方で震度6弱以上を観測したのは、2019年6月18日の山形県沖の地震以来約1年8カ月ぶりであった。
本地震について気象庁は、2011年3月11日に発生した東北地方太平洋沖地震の余震であると推定。
政府の地震調査委員会は地震翌日の2021年2月14日に臨時の会合を開き、この地震の震源は南北方向に伸びる長さ40kmの断層であるとの見解を示した。また、委員長の平田直は、この地震が東北地方太平洋沖地震の余震であるとする見方を示した。平田は東北地方太平洋沖地震の余震活動について「あと10年程度は続くと予想している」と説明した が、気象庁は同年4月1日以降は東北地方太平洋沖地震の余震域（福島県沖を含む）で発生する地震を「余震」と表現しないことを決定した。
防災科学技術研究所によると、宮城県山元町の観測点でこの地震による揺れの加速度が1432ガルを記録した。これは、2016年4月16日の熊本地震において震度7を観測した熊本県益城町で記録された1362ガルを上回るものである。
なお福島県沖では、2021年2月の地震よりやや南で、2016年11月にM7.4の地震が発生しているが、この地震は最大震度5弱で、2021年の地震に比べると揺れは小さかった一方、2021年の地震では発表されなかった津波警報が発表されており、宮城県で1mを超える津波が観測されている。このように、揺れの大きさや津波の規模などに違いがあったのは、2つの地震はメカニズム・タイプや深さが違うことに起因するとみられる。2016年の地震は正断層型であったのに対して2021年の地震は逆断層型であり、震源の深さも2016年の地震は25kmと2021年の地震よりも浅かった。

## 観測された揺れ

### 震度（震度5弱以上）
| 震度 | 都道府県 | 観測点名 |
| ---- | -------- | --- |
| 6強  | 宮城県   | 蔵王町円田 |
| 6強  | 福島県   | 国見町藤田、相馬市中村、新地町谷地小屋 |
| 6弱  | 宮城県   | 登米市迫町、岩沼市桜、川崎町前川、亘理町悠里、山元町浅生原、石巻市桃生町 |
| 6弱  | 福島県   | 福島市五老内町、郡山市朝日、郡山市開成・湖南町、須賀川市八幡山・八幡町、桑折町東大隅、川俣町五百田、天栄村下松本、伊達市前川原・梁川町、本宮市白岩、広野町下北迫大谷地原、楢葉町北田、川内村上川内早渡、大熊町大川原、双葉町両竹、浪江町幾世橋、南相馬市小高区 |
| 5強  | 宮城県   | 涌谷町新町裏、栗原市若柳、登米市登米町・米山町・南方町、美里町木間塚、大崎市古川三日町・古川旭・松山・田尻、白石市亘理町、仙台空港、名取市増田、角田市角田、大河原町新南、村田町村田、柴田町船岡、丸森町鳥屋、 仙台青葉区落合・宮城野区五輪・若林区遠見塚、石巻市大街道南・前谷地、塩竈市今宮町、東松島市小野・矢本、松島町高城、七ヶ浜町東宮浜、利府町利府、大郷町粕川、大衡村大衡 |
| 5強  | 福島県   | 福島市松木町・桜木町、白河市新白河・東・表郷・大信、須賀川市長沼支所・岩瀬支所、二本松市金色・油井・針道、大玉村南小屋・玉井、鏡石町不時沼、泉崎村泉崎、中島村滑津、矢吹町一本木、玉川村小高、浅川町浅川、小野町中通・小野新町、田村市船引町・大越町・常葉町・都路町・滝根町、伊達市保原町・霊山町・月舘町、本宮市本宮、いわき市三和町・平四ツ波・平梅本、広野町下北迫苗代替、富岡町本岡、川内村下川内・上川内小山平、大熊町野上、葛尾村落合落合、飯舘村伊丹沢、南相馬市原町区三島町・原町区高見町・原町区本町・鹿島区西町、猪苗代町千代田 |
| 5強  | 栃木県   | 那須町寺子、高根沢町石末 |
| 5弱  | 岩手県   | 矢巾町南矢幅、一関市花泉町・千厩町・室根町 |
| 5弱  | 宮城県   | 加美町中新田・小野田、色麻町四竈、栗原市栗駒・築館・瀬峰・志波姫・高清水・金成・一迫、登米市中田町・東和町・豊里町・石越町、美里町北浦、大崎市古川大崎・三本木・鹿島台、丸森町上滝、仙台市青葉区大倉・青葉区作並・青葉区雨宮・宮城野区苦竹・太白区山田・泉区将監、石巻市泉町・北上町・相野谷、多賀城市中央、大和町吉岡、富谷市富谷 |
| 5弱  | 山形県   | 上山市河崎、中山町長崎、米沢市アルカディア・林泉寺、白鷹町荒砥 |
| 5弱  | 福島県   | 福島市飯野町、白河市郭内・八幡小路、西郷村熊倉、棚倉町棚倉中居野、矢祭町戸塚、石川町長久保、平田村永田、古殿町松川新桑原、三春町大町、いわき市小名浜・錦町、南相馬市鹿島区栃窪、猪苗代町城南、湯川村清水田、会津美里町新鶴庁舎 |
| 5弱  | 茨城県   | 日立市助川小学校・日立市役所、常陸太田市金井町・高柿町、笠間市石井・中央、東海村東海、常陸大宮市北町、那珂市瓜連、城里町石塚、城里町小勝、土浦市常名、筑西市舟生、鉾田市汲上 |
| 5弱  | 栃木県   | 大田原市本町、那須烏山市中央、那珂川町小川 |
| 5弱  | 埼玉県   | 加須市大利根 |

このほか、 震度4から1の揺れを、北海道から中国地方にかけて広範囲で観測した。
また防災科学技術研究所が発表した面的推定震度分布によると、宮城県山元町の一部地域では、震度7相当の揺れとなっていた可能性がある。

### 長周期地震動
| 階級 | 都道府県 | 地域                               |
| ---- | -------- | ---------------------------------- |
| 4    | 福島県   | 中通り                             |
| 3    | 宮城県   | 北部、南部                         |
| 3    | 福島県   | 浜通り                             |
| 2    | 岩手県   | 内陸南部                           |
| 2    | 宮城県   | 中部                               |
| 2    | 秋田県   | 内陸南部                           |
| 2    | 山形県   | 庄内、最上、村山、置賜             |
| 2    | 福島県   | 会津                               |
| 2    | 茨城県   | 北部、南部                         |
| 2    | 栃木県   | 北部                               |
| 2    | 千葉県   | 北西部                             |
| 2    | 神奈川県 | 東部                               |
| 2    | 新潟県   | 中越、下越                         |
| 2    | 山梨県   | 東部、富士五湖                     |
| 2    | 長野県   | 中部                               |
| 1    | 北海道   | 渡島地方東部、十勝地方中部         |
| 1    | 青森県   | 津軽北部、津軽南部、三八上北、下北 |
| 1    | 岩手県   | 沿岸北部、沿岸南部、内陸北部       |
| 1    | 栃木県   | 南部                               |
| 1    | 群馬県   | 南部                               |
| 1    | 埼玉県   | 北部、南部、秩父                   |
| 1    | 千葉県   | 北東部、南部                       |
| 1    | 東京都   | 23区、多摩東部                     |
| 1    | 神奈川県 | 西部                               |
| 1    | 山梨県   | 中・西部                           |
| 1    | 長野県   | 南部                               |
| 1    | 静岡県   | 東部、中部                         |
| 1    | 愛知県   | 西部                               |

階級4を観測したのは、2018年9月6日に発生した北海道胆振東部地震以来約3年ぶりで、2013年に観測を開始してから4回目、2019年3月の本運用開始後初めての観測となった。

## 津波
気象庁は、地震発生からおよそ7分後の2月13日23時14分、青森県から千葉県までの太平洋沿岸に、津波予報（若干の海面変動）を発表した。
その後、宮城県の石巻港で14日1時44分に最大20 cmの津波を観測したほか、仙台港で1時21分、福島県の相馬港で2時48分にそれぞれ10 cmの津波を観測した。
津波を起こすのは海底が盛り上がったり縮んだりする地殻変動である。静岡大学防災総合センター客員教授の吉田明夫は「今回は震源の深いプレート内部の地震なので、海底の地殻変動が大きくなかっただろう」と述べた。地震調査委員長の平田は「震源がもう少し浅く規模の大きい地震だったら津波が起きた」と指摘した。2011年の東北地方太平洋沖地震ではプレート境界の浅い部分が滑って起きたため、大きな津波となった。

## 被害・影響

### 被害者数・件数
| 岩手県                                              |   | 1  |     |    |     | 2      |
| 宮城県                                              | 1 | 6  | 58  | 3  | 92  | 9,337  |
| 山形県                                              |   |    | 1   |    |     | 15     |
| 福島県                                              | 2 | 4  | 95  | 66 | 636 | 10,394 |
| 茨城県                                              |   |    | 3   |    |     |        |
| 栃木県                                              |   | 3  | 5   |    |     |        |
| 群馬県                                              |   |    | 1   |    |     |        |
| 埼玉県                                              |   | 1  | 2   |    | 1   |        |
| 千葉県                                              |   | 1  | 1   |    |     | 4      |
| 東京都                                              |   |    |     |    |     | 3      |
| 神奈川県                                            |   |    | 4   |    |     | 1      |
| 新潟県                                              |   |    |     |    |     | 2      |
| 合計                                                | 3 | 16 | 170 | 69 | 729 | 19,758 |
| 総務省消防庁・宮城県・岩沼市：2022年2月15日15時現在 |   |    |     |    |     |        |

このほか、福島県内では公共施設など247棟に被害があったほか、県管理の道路で5カ所、市町村道58カ所で被害が確認された。また、福島市内に住む男性が家財道具の下敷きになり死亡していたことが2021年2月25日に判明した。また、二本松市内で1人が地震の影響で死亡したとして、同年7月に災害関連死として認定された。なお年齢や性別は公表されていない。
2022年の2月15日には、宮城県岩沼市の50代男性が地震が原因によって死亡した（いわゆる”直接死”）と認定された。詳しい死因などは明らかになっていない。

### 交通機関
東北地方を縦貫する交通の大動脈である東北新幹線が一時運休となった。このため、JR東日本は在来線特急・快速列車の臨時列車や運転区間延長を、高速バス各社は増便を実施。航空各社は、東北新幹線開業後は定期便がない羽田空港と花巻空港、仙台空港、福島空港に臨時便を運航 するなどした。

#### 鉄道
地震が発生した2月13日深夜にかけて、東北、上越、北陸の各新幹線が一部区間で運休、また東北地方の多くの在来線も運転を見合わせた。翌日、JR東日本は東北新幹線について、電柱が折れたり高架橋が損傷するなどの大きな被害があったことから、那須塩原駅 - 盛岡駅の間の区間について2日間運休すると発表したが、その後に被害を精査した結果、同日中に全線の再開までは10日前後かかるとの見通しを示した。なお、2月16日より一ノ関駅 - 盛岡駅で。2月22日には仙台駅 - 一ノ関駅間で運転再開、24日から全線で運転を再開した。運行再開後しばらくは徐行運転もあったことから、通常より運行本数を減らすとともに、東北新幹線と相互直通運転する北海道新幹線の大半を新青森駅以北の折り返し運転としていた。
阿武隈急行線は14日全線終日運休。15日始発から通常運転。
東北新幹線の一部運休により、交通機関各社は以下の通り対応した。

##### JR東日本
2月14日
- 東北本線（宇都宮線）では、上野駅 - 那須塩原駅間で臨時列車を1往復運転。停車駅は東北新幹線各駅に準拠した。

2月15日
- 常磐線は、ひたち9・22・25号（品川駅 - いわき駅）をいわき駅 - 仙台駅間を快速扱いで延長運転[42]。しかし、強風の影響で延長1本含む特急3本・快速1本が運休となった[43] が、このうち、ひたち22号は、行き先を上野駅に変更した上で、徐行運転をしながら翌日2時過ぎに上野駅に到着した[44]。
- 羽越本線は、いなほ11号（新潟駅 - 酒田駅）を、秋田駅まで延長運転[45]。しかし、強風の影響で当該列車含む午後8時以降の全列車が運休となった。

2月16日 - 
- 常磐線は、ひたち8・9・22・25号（品川駅 - いわき駅）を、いわき駅 - 仙台駅間を快速扱いで延長運転[46]。
- 羽越本線は、いなほ11号（新潟駅 - 酒田駅）を、秋田駅まで延長運転[47]。
- 東北本線は、仙台駅 - 盛岡駅で臨時快速列車を運転[48]。

2月21日 - 
- 東北本線は、那須塩原駅 - 仙台駅で臨時快速列車を運転[49]。

- 地震の影響で仙台駅を出発する路線が全て運休となり改札口が閉鎖された仙台駅中央改札口の様子（2月14日）
- 東北新幹線の区間運休の告知
- 運転見合わせ情報が表示されている東北新幹線の発車案内板（2月20日）
- 仙台駅に到着した臨時快速列車（2月22日）
- 那須塩原駅にて（2月22日）

##### バス
東北新幹線の長期運転見合わせに対応するため、各社によって臨時便が運行された。また、新型コロナウイルス感染拡大に伴う運休を解除し、バスを運行させる事業者もみられた。
- 東京 - 宮城
  - ジェイアールバス東北 - 仙台 - 首都圏線を14日の時点で通常の4倍近くに増便させた。翌15日からはジェイアールバス関東も運行に加わった[50]。
  - 東北急行バスも東京 - 仙台線を増便させた。オリオンバスも夜行便で臨時増便を行った[50]。
- 東京 - 福島
  - WILLER EXPRESS、福島交通、会津バスなどが運休を取りやめ、福島 - 新宿や会津若松 - 新宿線を運行した[50]。
- 東京 - 秋田・青森
  - 弘南バス（青森・弘前 - 上野）、十和田観光電鉄（シリウス号）、秋北バス（ジュピター号）などの夜行バスが臨時運行された[50]。
  - オリオンバス（関東 - 山形・岩手・青森）の夜行バスで臨時増便が行われた[50]。

##### 航空便
東北新幹線の長期運転見合わせに対応するため、東北の空港を発着する航空便で機材の大型化や臨時便の運航などが実施された。また、通常時は定期便が設定されていない羽田 - 仙台、羽田 - 福島などの路線も運航された。
- 日本航空（JAL）
  - 14日より、臨時便の運航や定期便の機材大型化などを実施した。15日からは通常は定期便が設定されていない羽田 - 仙台、羽田 - 花巻での臨時便運航を開始した[52]。
- 全日本空輸（ANA）
  - 14日より、臨時便の運航や機材の大型化、通常は定期便が設定されていない羽田 - 仙台、羽田 - 福島での臨時便運航を開始した[51]。
- フジドリームエアラインズ
  - 14日より、県営名古屋 - 花巻の臨時便を運航[51]。
- スカイマーク
  - 17日より、神戸 - 仙台で臨時便を運航[53]。18日から22日にかけて通常は定期便が設定されていない羽田 - 仙台で臨時便を運航した[54]。

- 仙台便が表示されたANAのフライトインフォメーション（2月19日、羽田空港にて）
- 福島便が表示されたANAのフライトインフォメーション（2月19日、羽田空港にて）
- 仙台・花巻便が表示されたJALのフライトインフォメーション（2月22日、羽田空港にて）
- 仙台便が表示されたスカイマークのフライトインフォメーション（2月22日、羽田空港にて）

#### 道路
2月13日23時30分頃、福島県相馬市大野の常磐自動車道の相馬インターチェンジと新地インターチェンジの間で約70メートルにわたる土砂崩れが発生。この影響で、常磐自動車道は相馬インターチェンジと亘理インターチェンジの間の上下線で通行止めになっていたが、NEXCO東日本は土砂や法面の土の撤去に加えて路肩に落石防護柵や土嚢の設置などを行い、17日18時に全線で通行止めを解除した。

### ライフライン
2月13日23時44分頃、東京電力管内の首都圏1都7県（茨城、栃木、群馬、埼玉、千葉、東京、神奈川、山梨）と静岡県富士川以東で約83万軒が停電した。同社によると、後述の火力発電所の停止に伴い、電力の需要と供給のバランスが崩れたため、管内の全世帯で停電すること（ブラックアウト）を回避するため、一部地域への送電を自動的に停止したと説明している。その後、14日早朝までに東北電力と東京電力管内で発生した約95万2000戸の停電はおおむね解消された。
経済産業省によると、この地震の影響で広野火力発電所の5号機と6号機、福島天然ガス発電所の1号機と2号機、新地火力発電所の1号機と2号機、勿来火力発電所の9号機、新仙台火力発電所の3号系列と、仙台火力発電所の4号機の各火力発電所が停止した。なお、北海道や西日本の発電所から送電を受けているため、停止による大規模な停電の恐れはないとしている。
厚生労働省によると一時、宮城県、福島県、茨城県、栃木県の少なくとも2万5774戸で断水の被害が発生したが、15日までに宮城県山元町の一部地域を除き解消された。山元町についても、18日18時30分までに全て復旧した。
これとは別に、宮城県仙台市青葉区の国見浄水場と中原浄水場、および同浄水場が取水している大倉ダム下流の大倉川で油のにおいが確認されたため、16日17時頃より大倉川から水を引いている宮城県塩竈市の全域と、多賀城市の一部地域の合わせて約2万3600戸で断水が発生した。地震により民家の灯油タンクの配管が破損し、最大で250リットルの灯油が大倉川に流れ込んだことが原因とみられている。この断水は、19日6時30分頃までに全て復旧した。
NTTドコモは、停電と設備故障の影響で栃木県、宮城県、福島県の一部地域で一時、携帯電話が利用できなかったり繋がりにくい状態になったが、14日午前9時13分までに全て復旧した。KDDI、ソフトバンク、楽天モバイルの各社については基地局などの被害は確認されておらず、影響は出ていない。
福島県福島市、いわき市、宮城県塩竈市では、ガス漏れや安全装置作動によるガス供給の停止などが発生した。いずれの地域でも、ガス漏れによる火災や事故などは確認されていない。

### 重要施設
原子力規制委員会によると、福島県の東京電力福島第一原子力発電所5、6号機と福島第二原発1号機の使用済み核燃料貯蔵プールの水の一部が溢れたが外部への流出は確認されていないとしている。その後、東京電力は2月19日に福島第一原発1、3号機の原子炉格納容器で水位の低下傾向がみられることを発表した。また、21日には1号機容器内の圧力が低下していることを発表した。いずれもこの地震の影響とみられるが、原子炉への注水は継続しており溶融核燃料（デブリ）の冷却などに問題はないとしている。
宮城県仙台市、多賀城市、七ヶ浜町に所在するENEOS仙台製油所の石油コンビナート等特別防災区域内において、6基の特定屋外タンク貯蔵所のルーフ上に、タンクの内容物である原油、廃油が溢流、また危険物製造所の配管から約10リットルの灯油の漏洩が確認された。一部のタンクについては、可動はしごの脱輪も確認された。消防庁によると、タンク本体や屋根には大規模な損傷がないことを確認しており、溢流や漏洩などに関しても応急処置が行われたとしている。

### 建物など
福島県では、新地町役場で3階の天井の一部が崩落。また、水道管破損の影響による水漏れも発生した。
宮城県などでは火災や落石などが発生。宮城県では、山元町にある亘理郡内唯一の総合病院である国立病院機構宮城病院で建物の損傷や配管の破損による漏水が発生し、診療に必要な機器の一部が水没した。このため、当面の間一般・救急外来を全て休止し、電話予約による薬の処方や電話での診療のみを受け付けることとした。また、白石市の市指定史跡である白石城で、天守閣の外壁部分に漆喰が剥がれ落ちたりひび割れたりするなど多数の損傷が見られた。市は14日は同城を臨時休館とし、15日以降は天守閣の一部区域を除いて入館者を受け入れるとした。

### スポーツ・公演
Bリーグは、14日に開催が予定されていたB2リーグ公式戦第21節のうち、仙台89ERS対群馬クレインサンダーズ（ゼビオアリーナ仙台）、福島ファイヤーボンズ対愛媛オレンジバイキングス（福島トヨタクラウンアリーナ）の2試合について、試合会場や宿泊施設が地震の被害を受けたことや、観客の安全確保が困難であることなどを理由に、開催を中止すると発表した。

福島市の福島競馬場では天井パネルが落下し、スプリンクラーが破損して漏水する被害が発生。同競馬場は馬券の発売を行っていたが、14日は営業を取りやめた。また、4月10日から5月2日まで予定していた第1回福島競馬の開催を見送ることが報じられた。
歌手の広瀬香美は、14日に仙台PITで予定していたコンサートを、3月7日に延期した。
二本松市のエビスサーキットでは大規模な土砂崩れが発生し、西コースの約半分が土砂で埋まってしまったほか、コース脇の応接室・救護室・ピット・レストランが全壊した。運営会社では営業を一時休止し、3月より被害の軽微だった東コースなどの一部施設に限って営業を再開している。

### 試験関連
地震被害に伴う東北新幹線の運休などにより、受験生の移動に支障が出る可能性があることから、文部科学省は全国の大学に対し、追試験や別日程での振替受験の実施などで、被災地の受験生の受験機会を確保するよう要請した。
- 東北大学 - 地震の影響で建物の耐震性に問題が見つかったため、2月25日と26日に行われる法学部の一般入試前期日程学力検査試験について、試験会場を川内キャンパスから片平キャンパスに変更した[84]。
- 早稲田大学 - 2月15日以降に試験を実施する全ての学部について、東北地方に在住し東北新幹線の運休により試験当日に来場できなかった受験生を対象に、大学入学共通テストの結果のみで合否の判定を行うと発表した[85][86]。
- 法政大学 - 14日と16日の試験を受けられない受験生については、共通テストの結果で合否判定を行うとした[85][86]。
- 慶應義塾大学 - 15日と16日に行われる文学部と法学部の試験について、試験を受けられない受験生を対象に3月9日に追試験を実施すると決めた[85][86]。
- 福島学院大学 - 15日に実施を予定していた福祉学部の入試を20日に延期すると発表した[85]。
- 中央大学 - 15日の経済学部と理工学部の試験について、仙台市の会場の開始時間をそれぞれ60分と90分繰り下げる対応をとった[86]。

2月14日施行の看護師国家試験は、全国で1時間開始時間を繰り下げ、青森県・宮城県・新潟県会場ではさらに1時間開始を繰り下げて施行された。また、英検CBT・英検S-CBTは仙台一番町センター会場の実施を中止し、再試験扱いとなった。

## 行政機関の対応

### 気象庁
気象庁は、地震検知から10.0秒後の23時08分10.2秒に緊急地震速報（警報）を宮城県・福島県の全域、山形県の村山地方と置賜地方、岩手県の内陸北部と内陸南部、茨城県の北部に発表した。その後、23時08分33.8秒に青森県の三八上北、秋田県の南部、岩手県の沿岸北部と沿岸南部、山形県の最上地方と庄内地方、茨城県の南部、栃木県・群馬県の全域、埼玉県の北部と南部、千葉県の北部、新潟県の下越地方と中越地方に緊急地震速報（警報）の続報を発表した。
今回の地震で揺れの大きかった宮城県、福島県、栃木県の一部の市町村について、地震による地盤の緩みを考慮し当面の間、大雨警報・注意報の発表基準（土壌雨量指数基準）および土砂災害警戒情報の発表基準を引き下げて運用する対応をとった。

### 内閣府
政府は2月13日23時9分に、首相官邸危機管理センターに官邸対策室を設置し、緊急参集チームを招集。
また、14日午前には首相官邸において関係閣僚会議を開き、災害応急対策に全力を挙げる方針を確認した。この中で内閣総理大臣の菅義偉は、被災自治体と緊密に連携し、余震や土砂災害などの二次災害への警戒を継続するよう指示した。

### 消防庁
消防庁は、13日23時8分に消防庁長官を長とする消防庁災害対策本部を設置、23時12分には震度5弱以上を観測した岩手県、宮城県、山形県、福島県、茨城県、栃木県、埼玉県の各県に対し、適切な対応及び被害の報告について要請を行った。また、翌14日2時0分には、福島県庁へ消防庁の職員5名を派遣した。

### 防衛省・自衛隊
地震発生後、自衛隊は初動対応部隊や哨戒機などにより情報収集を行った。
また、福島県相馬郡新地町と岩瀬郡天栄村の断水について、福島県の内堀雅雄知事からの災害派遣要請を受けて、14日午後から陸上自衛隊が給水支援を行った。

### 国土交通省
福島県相馬市の復旧工事の支援のため国土交通省の緊急災害対策派遣隊（TEC-FORCE）を派遣した。

### 福島県
福島県は2月14日、県内の福島市、郡山市、白河市、須賀川市、相馬市、南相馬市、伊達市、本宮市、桑折町、国見町、鏡石町、会津美里町、広野町、楢葉町、富岡町、浪江町、新地町の17市町に災害救助法を適用することを決めた。

## 報道各社の対応
テレビは、NHKと各民放放送局は、放送中の番組を中断、および放送予定だった番組を休止（一部は後日に振替放送を実施）もしくは放送時間を繰り下げる形で報道特別番組を編成した。一方、テレビ東京系列では報道特番を組まず、通常通り番組を放送した（ただし、テレビ東京ではL字型テロップ表示を使って情報提供をすることで対応）。また、NHKは被害が大きかった福島県では2ヶ月間NHK受信料を免除する特例が設けられた。